# Asociación Nacional de Anunciantes (Venezuela)
La Asociación Nacional de Anunciantes (ANDA) es una institución gremial venezolana que agrupa y vincula a los anunciantes publicitarios de ese país. Fundada en 1957, ANDA es miembro de la Federación Mundial de Anunciantes (World Federation of Advertisers, WFA), de CEDICE y de Fedecámaras. Desde 1998, constituyó con la Federación Venezolana de Agencias Publicitarias (FEVAP) el Comité Certificador de Medios ANDA-FEVAP, el cual audita y certifica la circulación real de medios impresos en Venezuela. 

## Propuesta
Desde su fundación, las asociación tiene como propósito custodiar los derechos e intereses de los anunciantes para el libre ejercicio de la comunicación comercial y publicitaria, protegiendo los intereses de sus miembros y promoviendo la confianza en la actividad publicitaria. Tiene además la función de arbitraje ante conflicto entre sus miembros o ante terceros y realiza actividades que promuenven la importancia de la publicidad como medio de desarrollo de las libertades económicas.
Pretende desarrollar y fomentar la capacitación académica a profesionales vinculados con la publicidad, a través de seminarios, talleres y cursos. 